# Нова Бирка
Нова Би́рка (рос. Новая Бырка) — село у складі Приаргунського округу Забайкальського краю, Росія.

## Історія
Село було утворено 2014 року шляхом виділення зі складу села Бирка.